# Johann Trinius
Johann Anton Trinius (Altenroda, 6 ottobre 1722 – Eisleben, 3 maggio 1784) è stato un teologo e filosofo tedesco protestante, studioso di patristica e storico del Cristianesimo e del deismo.

## Biografia

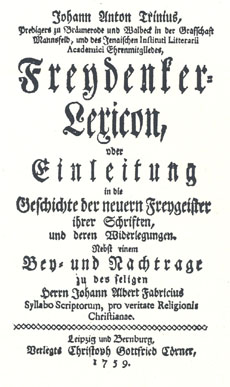
Freydenker Lexicon

Figlio di un pastore protestante, allievo del Mosheim, il maggiore studioso tedesco di storia del Cristianesimo del settecento,  autore di scritti ricchi di erudizione, Trinius oggi è ricordato prevalentemente dagli storici del deismo, del libero pensiero, dell'illuminismo in quanto autore del Freydenker-Lexikon ("Dizionario dei liberi pensatori") che egli pubblicò nel 1759, provvedendo poi, nel 1765, a fornirvi aggiunte e completamenti, perché potesse diventare sempre più utile per chi intendeva studiare il pensiero filosofico e religioso della prima parte del XVIII secolo.
Trinius aveva appreso da Mosheim e Baumgarten l'importanza di quella corrente di libero pensiero nata con Pierre Bayle, Toland, Collins, che nelle Lettere persiane (1721) di Montesquieu aveva trovato una sua lucida espressione e che, nei primi decenni del secolo, comprendeva ormai, tutta una serie di scrittori di ogni paese d'Europa e che, a metà del Settecento, era giunta a trovare il suo sbocco e la sua fioritura nell''Encyclopédie di Diderot e D'Alembert. 
Di questo movimento Trinius intese fornire la bibliografia più dettagliata, minuta ed accurata possibile, con lo scopo, beninteso, di mostrare quali e quanti fossero le polemiche, le obiezioni, le confutazioni che esso aveva suscitato in ogni angolo d'Europa e soprattutto nella dotta Germania. Nacque così il Freydenker-Lexikon, la più ricca bibliografia dell'illuminismo nascente che ancora oggi esista. Del Freydenker Lexikon (Leipzig und Bernburg, 1759),  esiste una ristampa anastatica, con premessa di F. Venturi, edita dalla Bottega d'Erasmo (Torino 1960).